# Marianne Sommer (Kulturwissenschaftlerin)
Marianne Sommer (geb. 1971) ist eine Schweizer Kulturwissenschaftlerin.

## Leben und Wirken
Sommer studierte Englische Literatur und Linguistik sowie Biologie an den Universitäten Zürich und Coventry (UK). Von 1997 bis 2000 verfasste sie ihre Dissertation in Wissenschaftsgeschichte an der Universität Zürich zum Thema Anthropomorphismus und Anthropozentrismus in National Geographic-Artikeln über nichtmenschliche Primaten. Während den folgenden vier Jahren erhielt sie zwei Postdoc-Stellen am Max-Planck-Institut für Wissenschaftsgeschichte (Berlin) und bei der amerikanischen National Science Foundation an der Pennsylvania State University im Science, Medicine and Technology in Culture Programm. Von 2004 bis 2010 war sie Oberassistentin am Lehrstuhl für Wissenschaftsforschung der ETH Zürich. 2007 erlangte sie die Venia Legendi für Wissenschaftsgeschichte und Wissenschaftsforschung. Ab 2010 besetzte Sommer eine SNF-Förderungsprofessur für Wissenschaftsgeschichte und Wissenschaftsforschung an der Forschungsstelle für Sozial- und Wirtschaftsgeschichte der Universität Zürich. 2011 wechselte sie mit ihrem SNF-Forschungsteam an die Universität Luzern. Seit 2011 leitet sie als ordentliche Professorin für Kulturwissenschaften den integrierten Studiengang Kulturwissenschaften an der Universität Luzern.

## Auszeichnungen
- 2010: Nationaler Latsis-Preis[4]

## Schriften
- Marianne Sommer, Philipp Sarasin (Hrsg.): Evolution. Ein interdisziplinäres Handbuch. J. B. Metzler, Stuttgart/Weimar 2010, ISBN 978-3-476-02274-5.
- Marianne Sommer, Denise Reimann (Hrsg.): Zwitschern, Bellen, Röhren: Tierlaute in der Wissens-, Medientechnik- und Musikgeschichte. Neofelis, Berlin 2018, ISBN 978-3-95808-230-4.
- Marianne Sommer, Staffan Müller-Wille, Casten Reinhardt (Hrsg.): Handbuch Wissenschaftsgeschichte. J.B. Metzler, Stuttgart 2017, ISBN 978-3-476-05347-3.
- Marianne Sommer: History Within: The Science, Culture, and Politics of Bones, Organisms, and Molecules. University of Chicago Press, Chicago 2016, ISBN 978-0-226-34732-5.
- Marianne Sommer: Foremost in Creation: Anthropomorphism and Anthropocentrism in National Geographic Articles on Non-human Primates. Peter Lang, Bern 2000, ISBN 978-3-906758-79-4. (Dissertation)